# Fahrudin Jusufi
Fahrudin Jusufi (né le 8 décembre 1939 à Zli Potok au Kosovo (Serbie, royaume de Yougoslavie) et mort le 9 août 2019 à Hambourg (Allemagne)) est un footballeur yougoslave d'origine goran devenu entraîneur.
Il a joué au poste de défenseur au Partizan Belgrade et à l'Eintracht Francfort. Il compte 55 sélections en équipe de Yougoslavie entre 1959 et 1967. Avec les Yougoslaves, il a été vice-champion d'Europe des nations en 1960, quatrième de la coupe du monde 1962 et vainqueur aux Jeux olympiques de 1960.
Par la suite, il a entraîné en Bundesliga, notamment Schalke 04 et Munich 1860.